# Унанімізм
Унанімізм (фр. unanimisme — одностайність, від лат. unus — один і лат. anima — душа) — літературна течія у французькому письменстві початку XX століття, протилежна символізму, визначальними для неї були переважання соціальної заангажованості та стильового спрощення, гуманістичність, містичний культ одностайності та руссоїзму. Лідером течії був Жуль Ромен, який є автором двох основних маніфестів унанімізму: теоретичного («Унанімістські почуття та поезія», 1905, згідно якого головне місце у громадському житті відводиться поету, здатному виразити колективну душу) та поетичного (збірка віршів «Одностайне життя», 1908). Поряд з Жулем Роменом до унанімістів належали Жорж Дюамель, Шарль Вільдрак, Рене Аркос, Жорж Шенев'єр, Люк Дюртен та П'єр Жан Жув. 
В основу унанімізму покладені принципи інтуїтивізму А. Бергсона, соціологія Е. Дюркгайма (який досліджував «одностайність» первісного психічного колективу), теорії американського прагматизму, поетичний досвід В. Вітмена, Е. Верхарна, наративна практика Е. Золя, досвід літературного угруповання «Абатство», традиції якого продовжував унанімізм. Представники унанімізму вдавалися до верлібра, вбачаючи у ньому ліричну безпосередність. Доробок стильової течії був репрезентований драмами, лірикою та прозою Ж. Ромена («Відроджене містечко», 1906, «Одностайне життя», 1908, «Військо у місті», 1911, тощо), Ж. Дюамеля («Супутники», 1912), поезією Л. Дюртена (збірка «Пегас», 1908), Ш. Вільдрака (збірка «Відкриття», 1912) та ін.
Періодом творчого піднесення унанімістів стали роки Першої світової війни, яку вони засуджували з позиції пацифізму. Р. Аркос, Ш. Вільдрак, П.-Ж. Жув зображали у своїх творах жорстокість і безглуздя війни. Вірші та проза воєнного періоду унанімістів пройняті болем та співчуттям до людини. Сама ж теза «унанімізму» втілюється в їхніх творах так: «одностайність», яка згуртовує фронтовиків; не жага слави або перемоги, а лише страх і страждання. Після закінчення Першої світової війни група письменників-унанімістів фактично завершує своє існування. В подальшій творчості представників цієї течії співіснували елементи як реалізму, так і модернізму.